# Rahavavy malagasyana
Rahavavy malagasyana is een spinnensoort uit de familie Phyxelididae. De soort komt voor in Madagaskar.